# Gulkavle
Gulkavle (Alopecurus aequalis) är en växtart i familjen gräs.

## Beskrivning[2]
Gulkavle är ett ettårigt, eller kortlivat flerårigt gräs, med veka knäböjda strån. Bladen är grågröna till färgen med den översta bladslidan vidgad. Gulkavle blommar från maj till augusti beroende på växtplats och breddgrad. Vippan är cirk fyra centimeter lång, med korta och breda småax, utan synligt borst. 
Ståndarknapparna är små och korta. De är till att börja med ljusgula men mognar till orange. Gulkavle liknar kärrkavle (A. geniculatus) som också har låga, knäböjda strån, men kärrkavlen har violetta ståndarknappar och långt utskjutande borst på småaxen.

## Utbredning
Utbredningsområdet sträcker sig över hela Europa, inklusive Island, över asiatiska delar av Turkiet och över norra Marocko samt norra Algeriet. Gulkavle introducerades i Australien och Nya Zeeland.
Gulkavle förekommer i nästan hela landet och är relativt vanlig i fuktiga miljöer - till exempel kärrkanter, dammar och diken. Arten växer oftast på naken jord, men är konkurrenssvag och försvinner vanligen när vegetationen sluter sig.
Första fyndet som dokumenterats var i Lappland och publicerades år 1732 (Nordstedt 1920).

## Hot
För beståndet är inga hot kända och hela populationen bedöms som stor. IUCN listar arten som livskraftig (LC).